# Cichoreiroest
De cichoreiroest (Puccinia hieracii) is een autoecische schimmel behorend tot de familie Pucciniaceae. Het is een biotrofe parasiet die leeft op planten uit de onderfamilie Cichorioideae behorend tot de familie Asteraceae.

## Kenmerken

### Uiterlijke kenmerken
Puccinia hieracii is alleen met het blote oog te herkennen aan de sporenafzettingen die op het oppervlak van de gastheer uitsteken. Ze groeien in groepen die verschijnen als geelachtige tot bruine vlekken en puisten op bladoppervlakken.

### Microscopische kenmerken
Zoals bij alle Puccinia-soorten groeit het mycelium van Puccinia hieracii intercellulair en vormt het zuigdraden die in het opslagweefsel van de gastheer groeien. Hun spermogonia groeien aan beide zijden van de waardbladeren. De aecia van de soort, die aan beide kanten van de bladeren groeien, zijn donker kaneelbruin en staan rond de spermogonia. De kaneelbruine aeciosporen zijn 24-30 × 19-25 µm groot, ovaal tot breed ellipsoïde en stekelig. De uredinia van de schimmel, die aan beide kanten van de bladeren groeien, zijn donker kaneelbruin. De kaneelbruine uredosporen zijn 24-30 × 19-25 µm groot, ovaal tot breed ellipsvormig en stekelig. De telia van de soort, die aan beide kanten van de bladeren groeien, zijn zwartbruin, poederachtig en onbedekt. De kastanjebruine teliosporen zijn tweecellig, meestal lang ellipsoïde tot ellipsoïde, gerimpeld en meestal 30–40 × 20–26 µm groot. Hun steel is kleurloos.

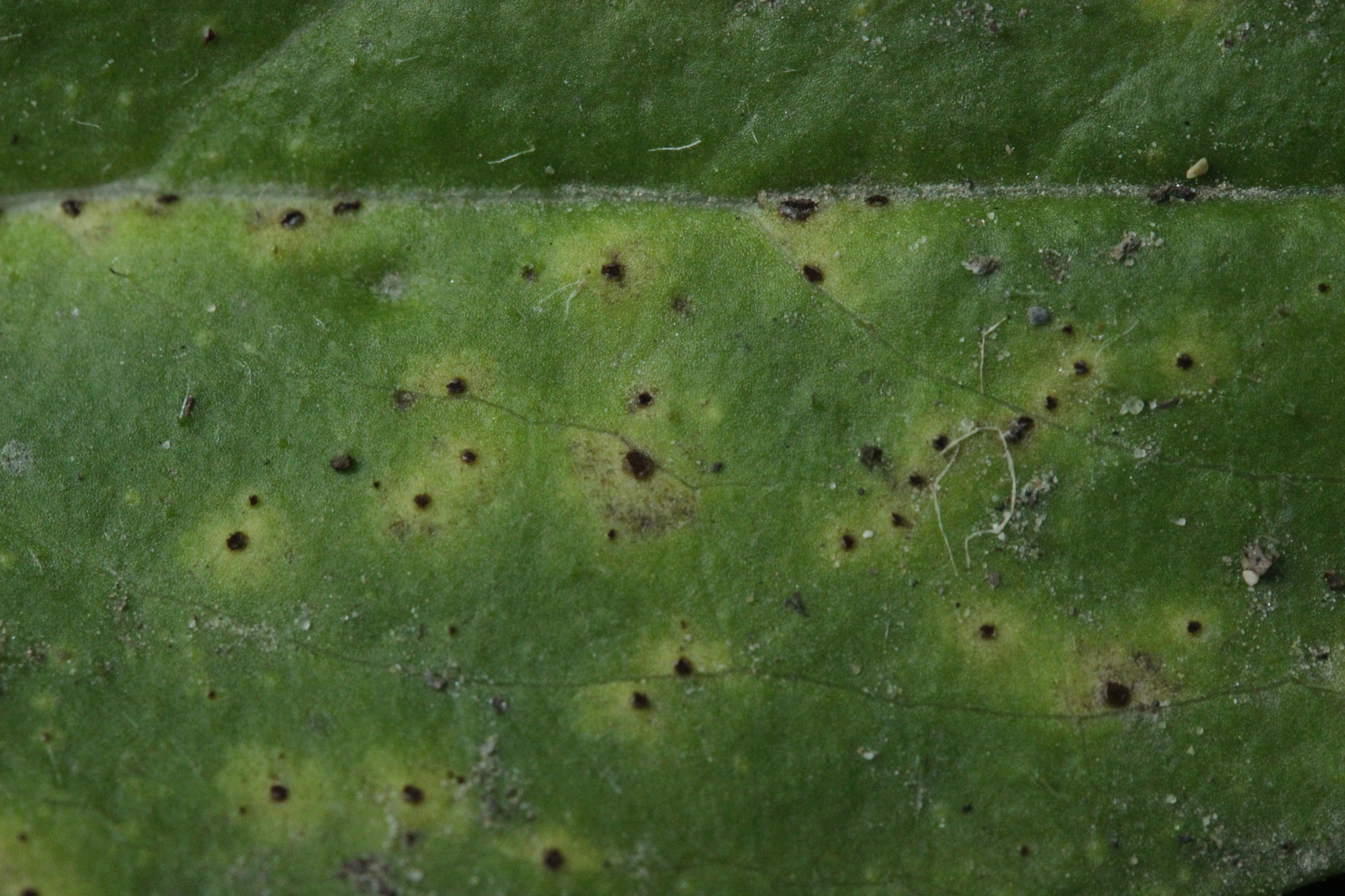
Uredinia
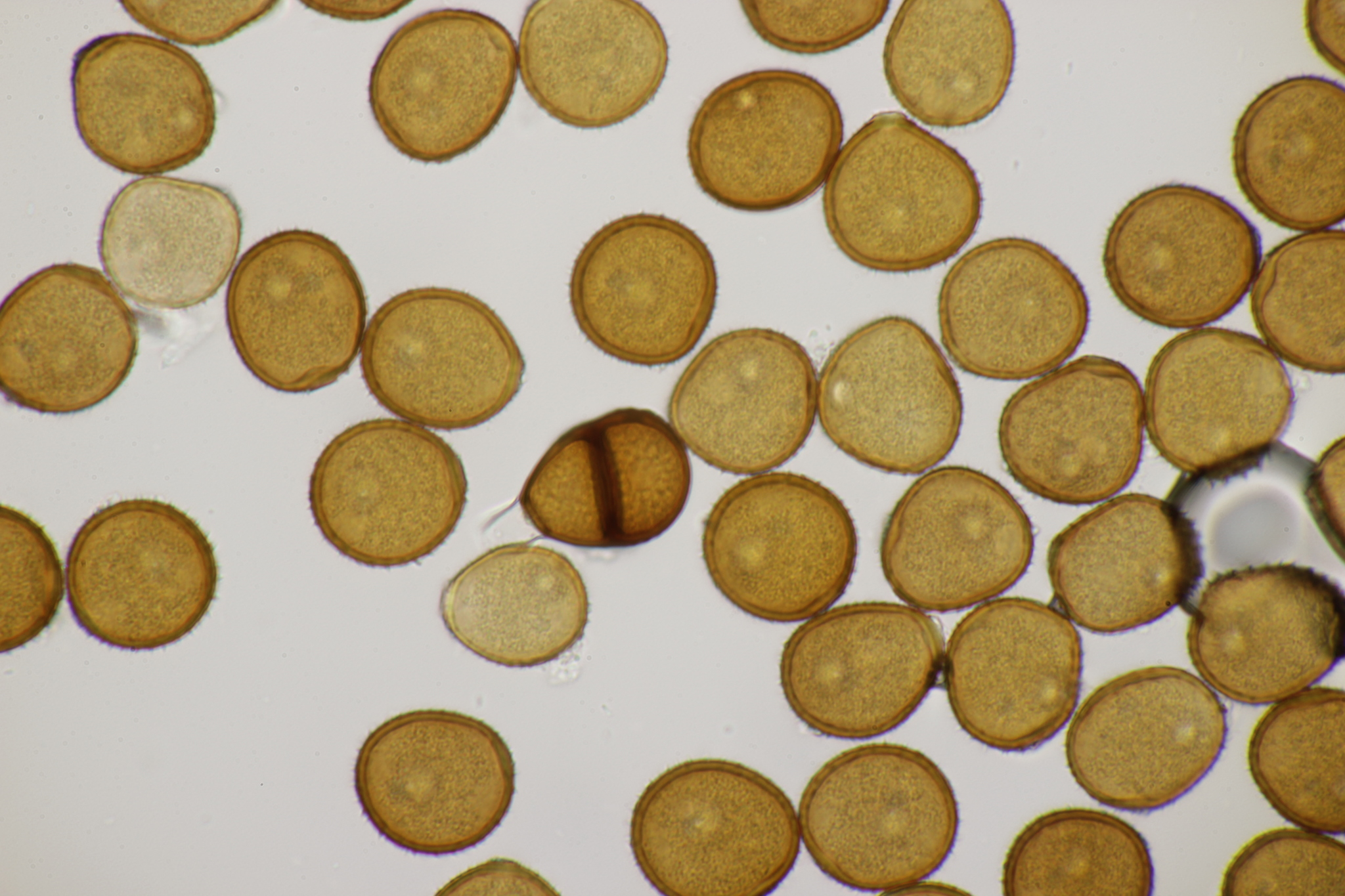
Urediniosporen en een teliospore
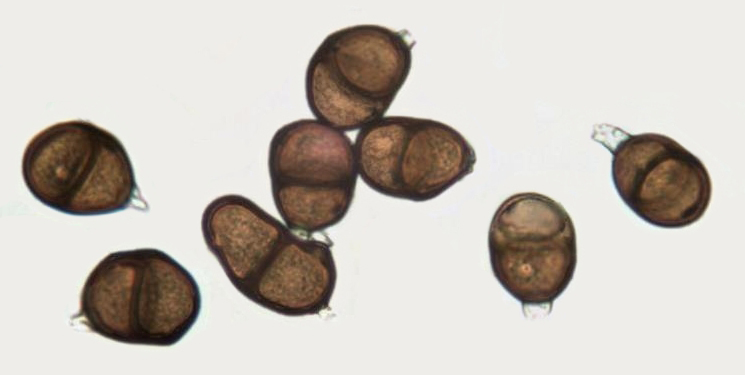
Teliosporen
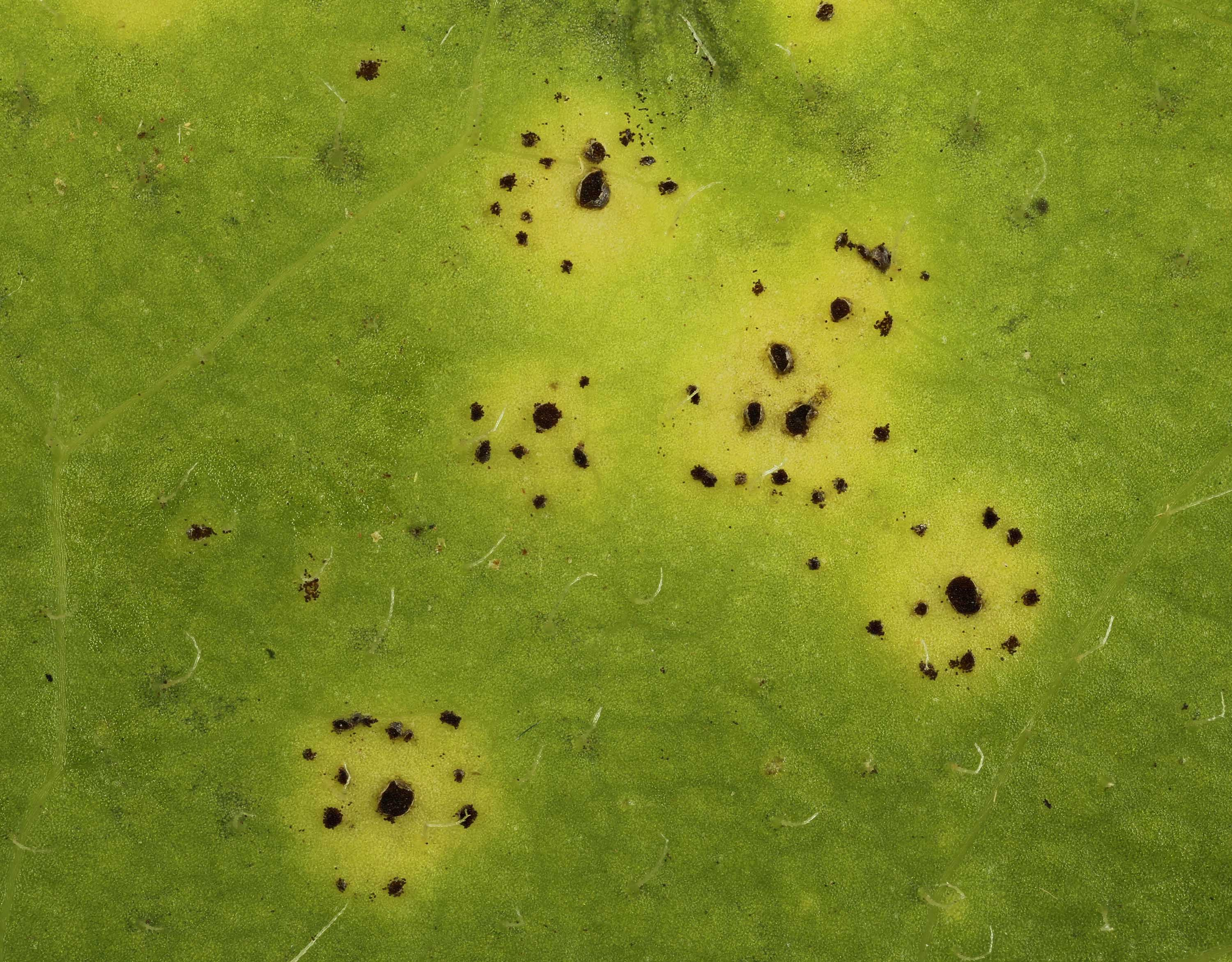
Telia

## Ecologie
Biotrofe parasiet die spermogonia, urediniumvormige aecia, uredinia en telia vormt op beide zijden van blad en stengels van Biggenkruid (Hypochaeris radicata), Centaurie (Centaurea), Cichorei (incl. Andijvie) (Cichorium), Echt bitterkruid (Picris hieracioides), Havikskruid (Hieracium), Leeuwentand (Leontodon), Paardenbloem (Taraxacum) en Zaagblad (Serrulata tinctoria). Algemeen, in Nederland bekend van Andijvie, Echt bitterkruid, Gewoon biggenkruid, Leeuwentand, Knoopkruid, Muizenoor, Paardenbloem, Schermhavikskruid en Stijf havikskruid. Cichoreiroest vormt alle sporenstadia, maar de aecia zijn urediniumvormig.

## Variëteiten
- Puccinia hieracii var. hieracii
- Puccinia hieracii var. hypochaeridis
- Puccinia hieracii var. piloselloidarum op Pilosella aurantiaca en Pilosella officinarum

## Verspreiding
Het bekende verspreidingsgebied van Puccinia hieracii omvat de hele wereld. In Nederland komt de cichoreiroest vrij zeldzaam voor. Hij staat niet op de rode lijst en is niet bedreigd.*